# 이정구 선생 묘 및 삼세신도비
이정구선생묘 및 삼세신도비(李廷龜先生墓 및 三世神道碑)는 대한민국 경기도 가평군 상면 태봉리에 있다. 1984년 9월 12일 경기도의 기념물 제79호 이정구선생묘로 지정되었으나, 2016년 5월 4일 당초 향토문화재로 별도 관리되던 연안이씨 삼세비각을 통합하여 지정되었다.

## 이정구선생묘
조선 중기 4대 문장가의 한 사람으로 일컬어졌던 월사(月沙) 이정구(1564∼1635)의 묘소이다.
선조 23년(1590)에 병과에 급제한 후 병조·예조·형조판서를 거쳐 인조 6년(1628)에는 우의정, 좌의정을 지냈고, 죽은 후인 영조 21년(1754)에 특명으로 부조전(나라에 공이 있는 사람의 신주를 영원히 모시는 것)을 하사 받았다.
그는 문장 가문에서 출생하여 어린 시절부터 비범한 재질을 보였고 중국어에 능통하여 여러 차례 명나라에 사신으로 가서 공을 세웠다. 그는 문장은 장유·이식·신흠과 더불어 ‘한문 4대가’라고 일컬어졌다.
그의 묘는 부인 권씨와의 합장묘이며, 봉분 아랫부분에는 둘레석을 둘렀다. 봉분 앞에는 묘비·상석·향로석이 있고, 좌우에는 동자상·망주석·문인석이 각 1쌍씩 있다. 묘역 좌측의 비각안에는 신도비(神道碑:왕이나 고관 등의 평생업적을 기리기 위해 무덤가에 세우던 비)가 3기 있는데, 한 기는 아들, 한 기는 손자의 것이다. 신도비의 비문은 김상헌이 글을 짓고, 이경석이 글을 써서 효종 7년(1656)에 세운 것이다.

## 연안이씨 삼세신도비
연안이씨 삼세신도비는 이 정구, 이 명한, 이 일상(삼대 대제학)의 신도비이다. 이 정구의 자는 성징이고 월사는 그의 호이며, 본관은 연안이다. 그는 15세에 진사에 합격하였고 선조 23년(1590)에 27세의 나이로 문과에 급제하였으며, 임진왜란때에는 명과의 대외관계를 성공적으로 이끌어 국가적 난국을 타개하는데에 큰 공을 세웠으며 이후 호조판서, 예조판서, 좌의정, 우의정을 거치면서 순탄한 관료생활로 일생을 마쳤다. 이명한의 자는 천장이고, 호는 백연이며 본관은 연안이다. 선조 29년인 서기 1595년에 월사 이 정구의 장남으로 태어났다. 22세에 증광문과 을과에 급제하여 정자와 전적을 거쳐 대사헌, 대제학, 이조판서, 에조판서등을 역임하였다. 그는 성리학에도 조예가 깊었고 시와 글씨에도 뛰어났다. 인조23년인 서기 1645년에 향년 51세에 영면 하였고 시호는 문정이며, 묘는 상면 태봉리 월사의 묘 위에 있다. 이일상의 자는 함경이요 호는 청호이며, 본관은 연안으로 1612년 7얼 28일 월사 이정구의 손자이자 이조판서 이명한의 아들로 태어났다 어려서부터 재질이 뛰어나 신동이라 하였으며, 17세시에 알성문과에 병과로 급제하였으나 나이가 연소하여 벼슬길에는 나가지 않고 있다가 22세되던 해에 설서가 되면서부터 사관의 길로 들어가 검열을 거쳤으며, 효종으로 하여금 북벌계획을 수립토록 하는데 크게 기여 하였고, 1660년 현종이 임금에 오른뒤부터 대제학, 우참찬, 한성부판윤, 지의금부사, 춘추관사, 호조판서등 주요 요직을 거치다가 예조판서로 있을 때 향년 55세에 이르러 별세한 뒤 우의정에 추증되었다.

## 갤러리

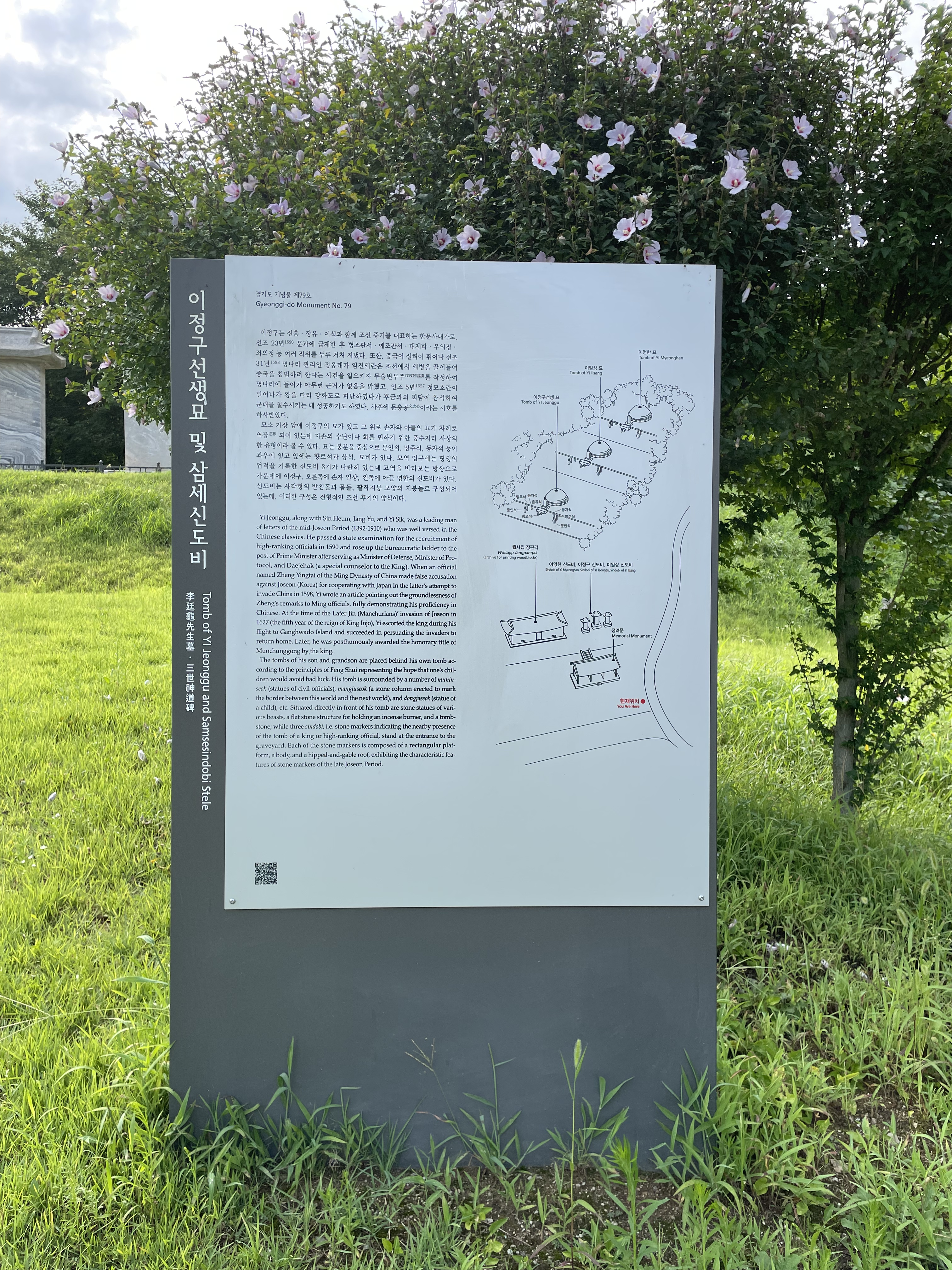
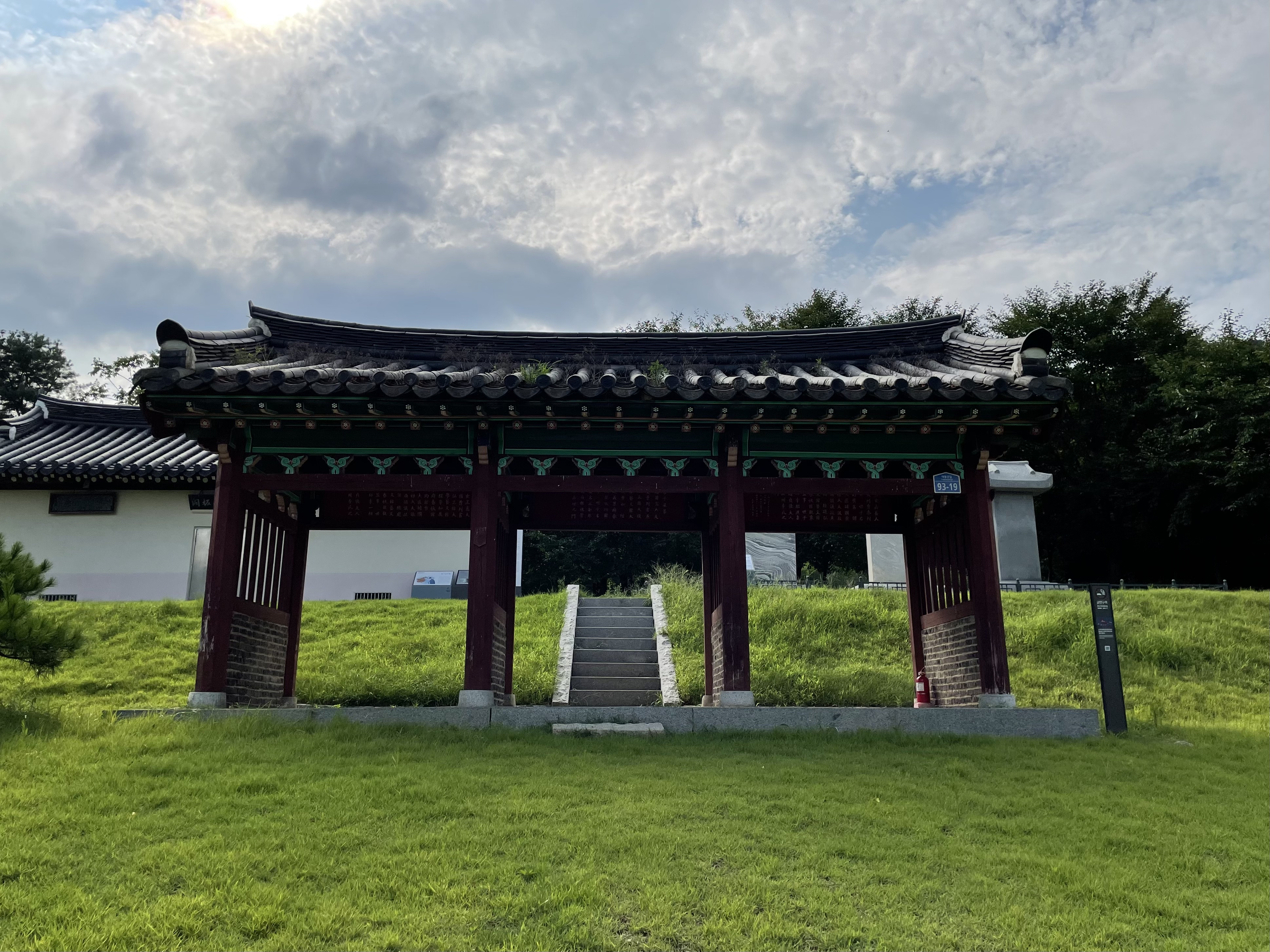
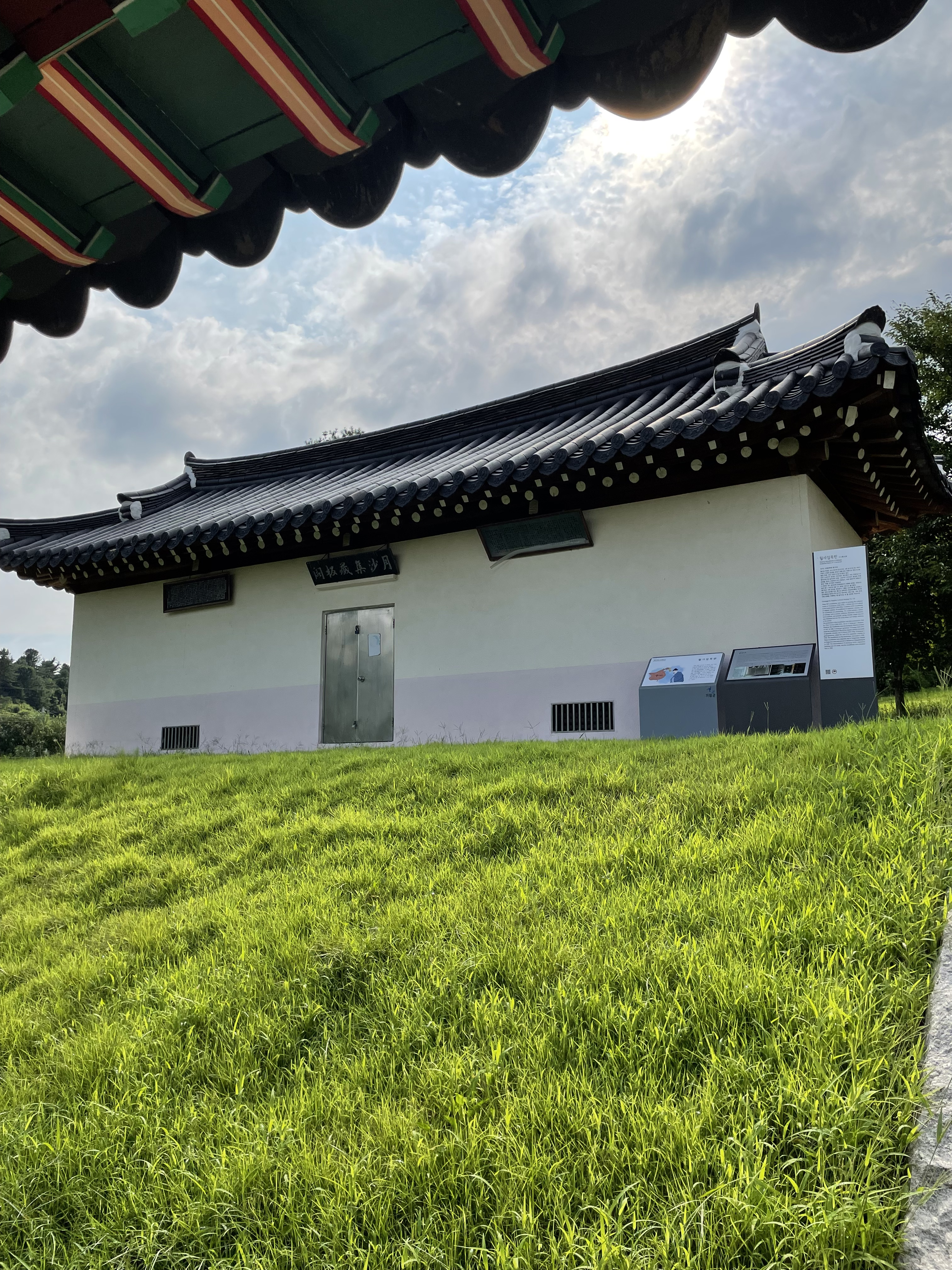
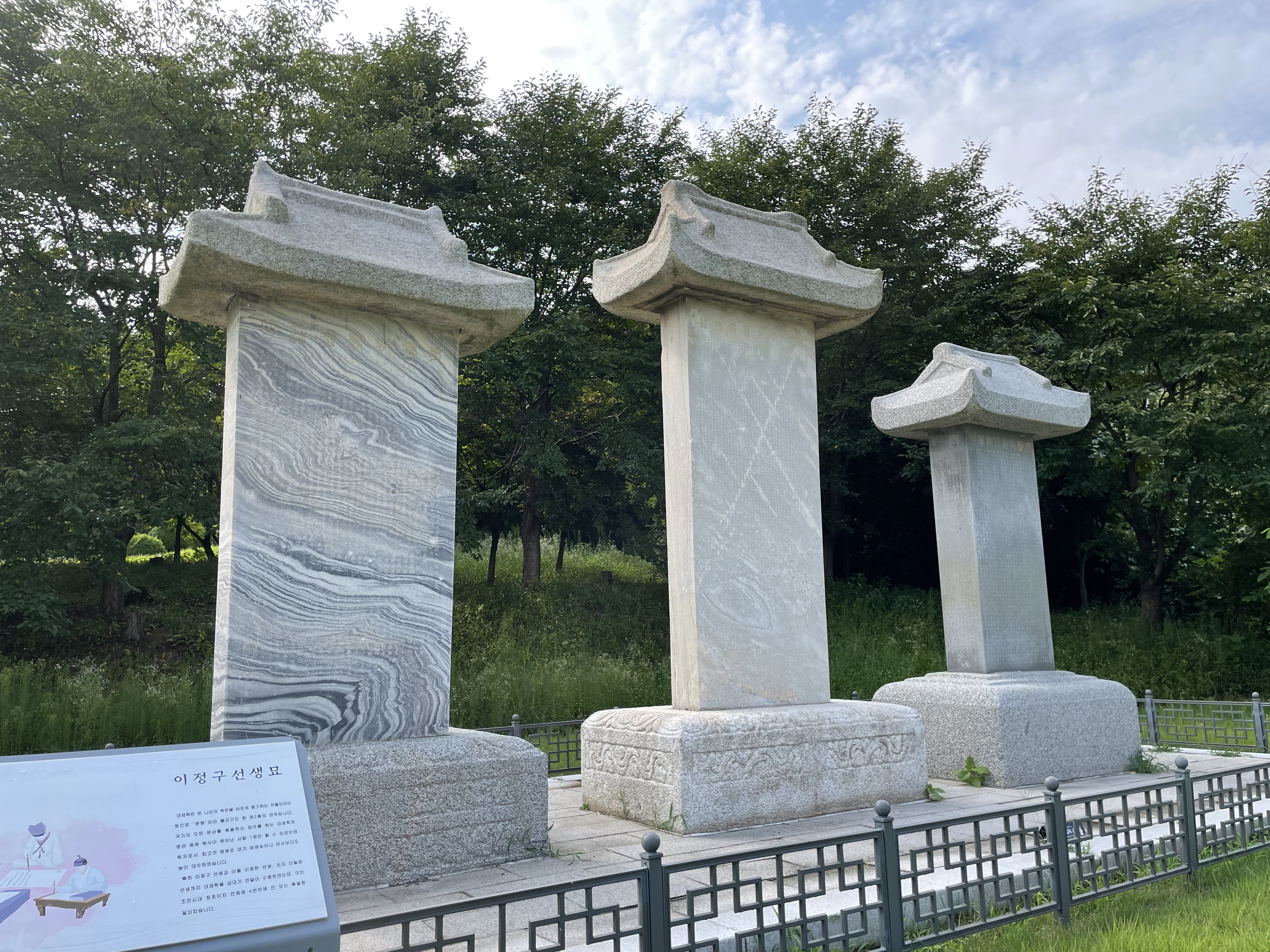
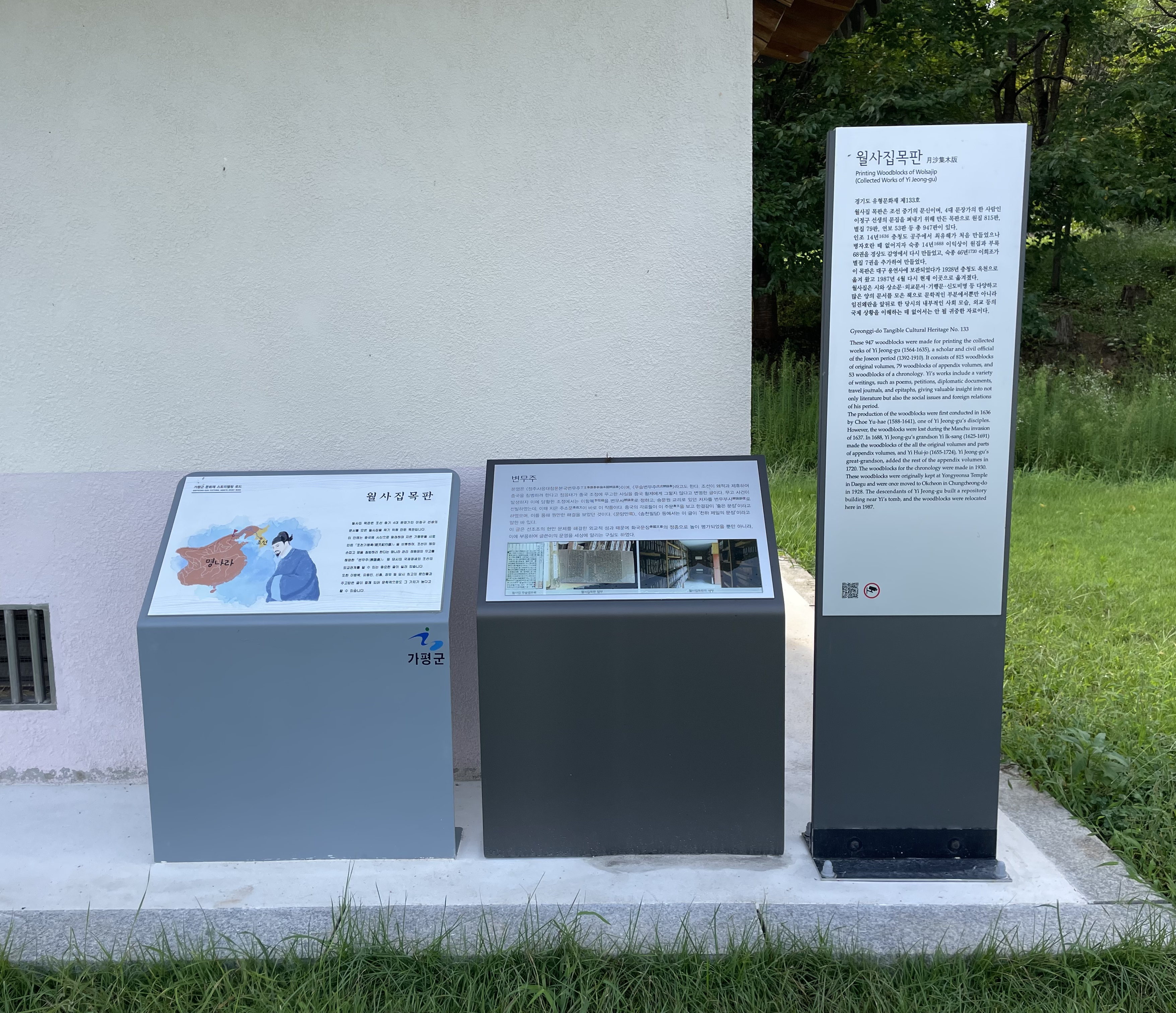
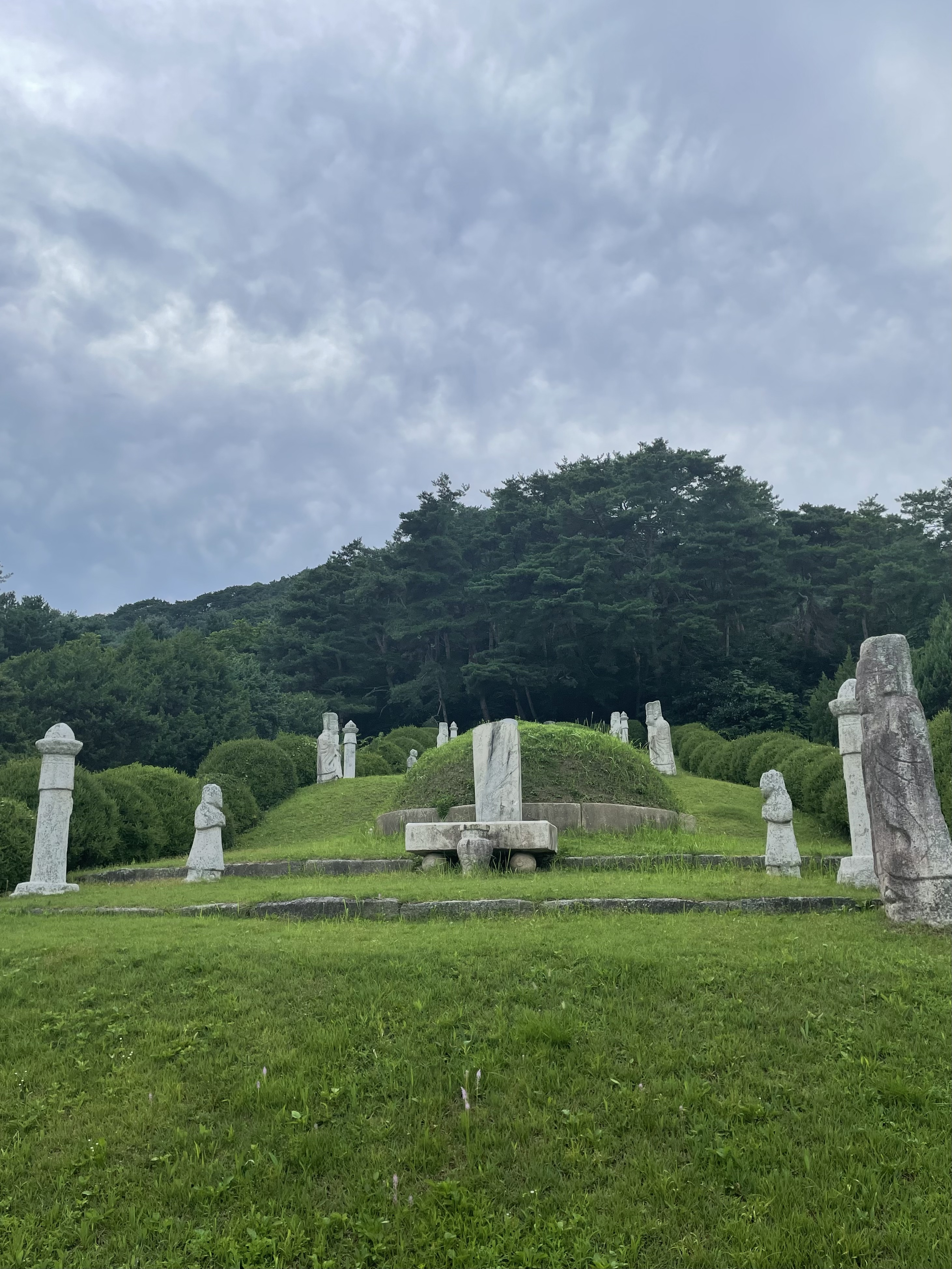
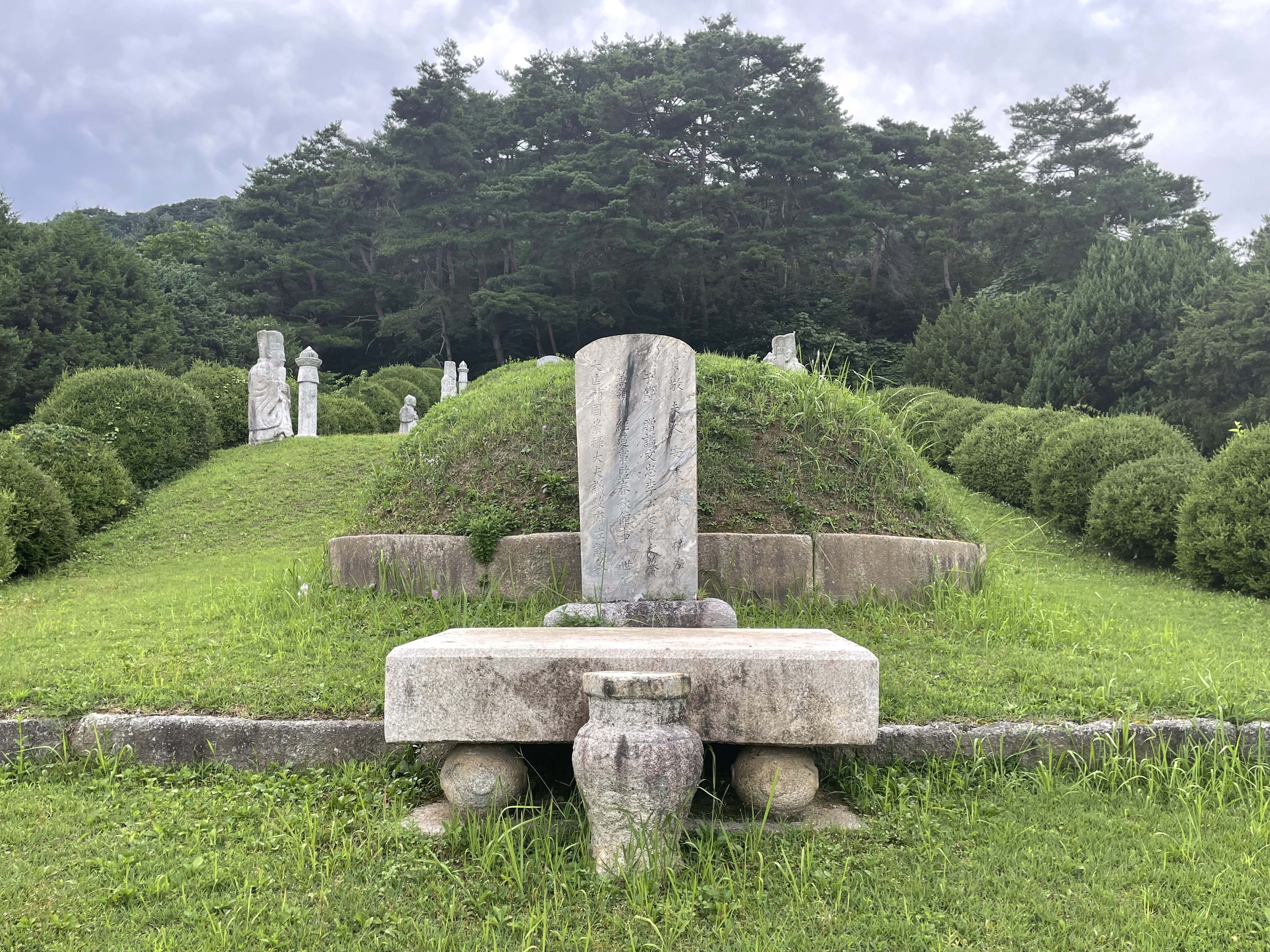

## 같이 보기
- 이정구
- 월사집 목판 - 경기도 유형문화재 제133호

## 참고 문헌
- 이정구선생묘 및 삼세신도비 - 국가유산청 국가유산포털